# Llista de topònims dels Torms
Llista de topònims (noms propis de lloc) del municipi dels Torms, a les Garrigues
Informació actualitzada per un bot. Els canvis manuals es perdran quan s'actualitzi!

## cabana
| imatge | Nom                         | Ubicat a  | instància de  | Detalls | coordenades                                                          | Protecció | Commons (més fotos) | Dades a WD                    |
| ------ | --------------------------- | --------- | ------------- | ------- | -------------------------------------------------------------------- | --------- | ------------------- | ----------------------------- |
|        | cabana del Forn             | els Torms | cabana        |         | 41° 24′ 20″ N, 0° 43′ 13″ E / 41.4056890707533°N,0.720267110262496°E |           |                     | Modifica les dades a Wikidata |
|        | cabana del Pau del Felip    | els Torms | cabana        |         | 41° 24′ 34″ N, 0° 43′ 15″ E / 41.4093856597918°N,0.72091545152464°E  |           |                     | Modifica les dades a Wikidata |
|        | corral de la Fontjoana      | els Torms | cabana corral |         | 41° 22′ 50″ N, 0° 43′ 25″ E / 41.3806257695581°N,0.723570583514365°E |           |                     | Modifica les dades a Wikidata |
|        | era de Tomàs                | els Torms | cabana        |         | 41° 23′ 50″ N, 0° 43′ 36″ E / 41.3973057110087°N,0.726732264237124°E |           |                     | Modifica les dades a Wikidata |
|        | era de l'Adela              | els Torms | cabana        |         | 41° 23′ 13″ N, 0° 43′ 09″ E / 41.3869396499682°N,0.719032911678826°E |           |                     | Modifica les dades a Wikidata |
|        | era de la Cània             | els Torms | cabana        |         | 41° 24′ 35″ N, 0° 43′ 57″ E / 41.4097113106891°N,0.732377150134271°E |           |                     | Modifica les dades a Wikidata |
|        | era de la Tomassada         | els Torms | cabana        |         | 41° 23′ 56″ N, 0° 43′ 10″ E / 41.3988446797152°N,0.71939400069781°E  |           |                     | Modifica les dades a Wikidata |
|        | era del Fuster              | els Torms | cabana        |         | 41° 23′ 15″ N, 0° 42′ 40″ E / 41.3876365596475°N,0.711043497837649°E |           |                     | Modifica les dades a Wikidata |
|        | era del Guiu                | els Torms | cabana        |         | 41° 23′ 38″ N, 0° 42′ 54″ E / 41.3938305626188°N,0.714988420381615°E |           |                     | Modifica les dades a Wikidata |
|        | era del Miquel del Caloi    | els Torms | cabana        |         | 41° 24′ 04″ N, 0° 42′ 40″ E / 41.4010384589624°N,0.711039570318994°E |           |                     | Modifica les dades a Wikidata |
|        | era del Màlio               | els Torms | cabana        |         | 41° 23′ 46″ N, 0° 43′ 39″ E / 41.3962410038209°N,0.72754685383286°E  |           |                     | Modifica les dades a Wikidata |
|        | era del Més Amunt           | els Torms | cabana        |         | 41° 23′ 37″ N, 0° 42′ 53″ E / 41.3934845085785°N,0.714797215144179°E |           |                     | Modifica les dades a Wikidata |
|        | era del Negret              | els Torms | cabana        |         | 41° 24′ 35″ N, 0° 43′ 39″ E / 41.4096138440046°N,0.727439583209049°E |           |                     | Modifica les dades a Wikidata |
|        | era del Pinoset             | els Torms | cabana        |         | 41° 22′ 56″ N, 0° 44′ 08″ E / 41.3823571799611°N,0.735540495473142°E |           |                     | Modifica les dades a Wikidata |
|        | era del Quico               | els Torms | cabana        |         | 41° 23′ 54″ N, 0° 43′ 21″ E / 41.398347527825°N,0.722485494408058°E  |           |                     | Modifica les dades a Wikidata |
|        | era del Racó                | els Torms | cabana        |         | 41° 23′ 53″ N, 0° 44′ 28″ E / 41.3981911466331°N,0.741043214538307°E |           |                     | Modifica les dades a Wikidata |
|        | era del Xollet              | els Torms | cabana        |         | 41° 23′ 51″ N, 0° 43′ 25″ E / 41.3976139689457°N,0.723647445889988°E |           |                     | Modifica les dades a Wikidata |
|        | l'Era del Portal            | els Torms | cabana        |         | 41° 24′ 09″ N, 0° 43′ 37″ E / 41.4024788545489°N,0.726898799816932°E |           |                     | Modifica les dades a Wikidata |
|        | pallissa de la Sila         | els Torms | cabana        |         | 41° 24′ 02″ N, 0° 43′ 17″ E / 41.4004718839348°N,0.721514147985964°E |           |                     | Modifica les dades a Wikidata |
|        | pallissa de la Tona         | els Torms | cabana        |         | 41° 23′ 25″ N, 0° 43′ 17″ E / 41.3903655288126°N,0.721472553922389°E |           |                     | Modifica les dades a Wikidata |
|        | pallissa del Bepo           | els Torms | cabana        |         | 41° 23′ 36″ N, 0° 43′ 16″ E / 41.393393956463°N,0.721127538175404°E  |           |                     | Modifica les dades a Wikidata |
|        | pallissa del Felip          | els Torms | cabana        |         | 41° 23′ 37″ N, 0° 43′ 18″ E / 41.3936184933115°N,0.721550274788795°E |           |                     | Modifica les dades a Wikidata |
|        | pallissa del Lluís del Reig | els Torms | cabana        |         | 41° 23′ 38″ N, 0° 43′ 16″ E / 41.3939965150858°N,0.721082561080235°E |           |                     | Modifica les dades a Wikidata |
|        | pallissa del Peret          | els Torms | cabana        |         | 41° 23′ 02″ N, 0° 43′ 56″ E / 41.3840103598497°N,0.732134627222221°E |           |                     | Modifica les dades a Wikidata |
|        | pallissa del Racó           | els Torms | cabana        |         | 41° 23′ 27″ N, 0° 43′ 19″ E / 41.3907722044948°N,0.721996551756776°E |           |                     | Modifica les dades a Wikidata |

## font
| imatge | Nom              | Ubicat a  | instància de | Detalls | coordenades                                                          | Protecció | Commons (més fotos) | Dades a WD                    |
| ------ | ---------------- | --------- | ------------ | ------- | -------------------------------------------------------------------- | --------- | ------------------- | ----------------------------- |
|        | font de Camarasa | els Torms | font         |         | 41° 24′ 28″ N, 0° 43′ 01″ E / 41.407658664766°N,0.716944234515351°E  |           |                     | Modifica les dades a Wikidata |
|        | font de la Jaia  | els Torms | font         |         | 41° 22′ 34″ N, 0° 44′ 17″ E / 41.3761097306749°N,0.737993340947306°E |           |                     | Modifica les dades a Wikidata |

## granja
| imatge | Nom                   | Ubicat a  | instància de | Detalls | coordenades                                                          | Protecció | Commons (més fotos) | Dades a WD                    |
| ------ | --------------------- | --------- | ------------ | ------- | -------------------------------------------------------------------- | --------- | ------------------- | ----------------------------- |
|        | Granja del Merequildo | els Torms | granja       |         | 41° 23′ 48″ N, 0° 43′ 39″ E / 41.3966737372286°N,0.727567657263078°E |           |                     | Modifica les dades a Wikidata |
|        | Granja del Serenet    | els Torms | granja       |         | 41° 23′ 44″ N, 0° 43′ 07″ E / 41.3954266209484°N,0.718712158124065°E |           |                     | Modifica les dades a Wikidata |

## masia
| imatge | Nom                     | Ubicat a  | instància de | Detalls | coordenades                                                          | Protecció | Commons (més fotos) | Dades a WD                    |
| ------ | ----------------------- | --------- | ------------ | ------- | -------------------------------------------------------------------- | --------- | ------------------- | ----------------------------- |
|        | Mas de Reig             | els Torms | masia        |         | 41° 23′ 25″ N, 0° 42′ 39″ E / 41.390163214487°N,0.71080632774261°E   |           |                     | Modifica les dades a Wikidata |
|        | Mas de l'Adela          | els Torms | masia        |         | 41° 23′ 09″ N, 0° 43′ 11″ E / 41.385872389142°N,0.71971602723347°E   |           |                     | Modifica les dades a Wikidata |
|        | Mas de l'Amàlia         | els Torms | masia        |         | 41° 24′ 00″ N, 0° 44′ 17″ E / 41.3998870538548°N,0.737970086045032°E |           |                     | Modifica les dades a Wikidata |
|        | Mas de l'Esquerrer      | els Torms | masia        |         | 41° 22′ 20″ N, 0° 44′ 20″ E / 41.3722355594461°N,0.738845022558818°E |           |                     | Modifica les dades a Wikidata |
|        | Mas de l'Higínio        | els Torms | masia        |         | 41° 23′ 41″ N, 0° 44′ 01″ E / 41.3947033073581°N,0.733604779368127°E |           |                     | Modifica les dades a Wikidata |
|        | Mas del Bato            | els Torms | masia        |         | 41° 23′ 12″ N, 0° 42′ 57″ E / 41.3867586030905°N,0.715810213237659°E |           |                     | Modifica les dades a Wikidata |
|        | Mas del Bepo            | els Torms | masia        |         | 41° 23′ 30″ N, 0° 42′ 17″ E / 41.3917886065909°N,0.704714318256284°E |           |                     | Modifica les dades a Wikidata |
|        | Mas del Felip           | els Torms | masia        |         | 41° 24′ 43″ N, 0° 43′ 24″ E / 41.4118581708642°N,0.723425175862888°E |           |                     | Modifica les dades a Wikidata |
|        | Mas del Fuster          | els Torms | masia        |         | 41° 24′ 24″ N, 0° 43′ 24″ E / 41.406624871751°N,0.72338749734423°E   |           |                     | Modifica les dades a Wikidata |
|        | Mas del Mitger          | els Torms | masia        |         | 41° 22′ 44″ N, 0° 44′ 36″ E / 41.3789093626446°N,0.743420863203144°E |           |                     | Modifica les dades a Wikidata |
|        | Mas del Montano         | els Torms | masia        |         | 41° 22′ 26″ N, 0° 44′ 06″ E / 41.3738967394896°N,0.734925347946932°E |           |                     | Modifica les dades a Wikidata |
|        | Mas del Nadal           | els Torms | masia        |         | 41° 23′ 22″ N, 0° 44′ 14″ E / 41.3893100888687°N,0.737356222972097°E |           |                     | Modifica les dades a Wikidata |
|        | Mas del Sila            | els Torms | masia        |         | 41° 23′ 09″ N, 0° 43′ 00″ E / 41.385920407918°N,0.716688667504471°E  |           |                     | Modifica les dades a Wikidata |
|        | Mas del Tomàs           | els Torms | masia        |         | 41° 24′ 28″ N, 0° 43′ 02″ E / 41.407706989503°N,0.717110026934629°E  |           |                     | Modifica les dades a Wikidata |
|        | Mas del Tomàs           | els Torms | masia        |         | 41° 24′ 16″ N, 0° 42′ 47″ E / 41.4044928977118°N,0.713095479215735°E |           |                     | Modifica les dades a Wikidata |
|        | Maset del Bep de Carles | els Torms | masia        |         | 41° 23′ 49″ N, 0° 41′ 46″ E / 41.396939086241°N,0.696088412379038°E  |           |                     | Modifica les dades a Wikidata |
|        | Maset del Biscarri      | els Torms | masia        |         | 41° 23′ 59″ N, 0° 44′ 11″ E / 41.3996565838135°N,0.736327359239791°E |           |                     | Modifica les dades a Wikidata |

## molí d'aigua
| imatge | Nom             | Ubicat a  | instància de | Detalls | coordenades                                                          | Protecció | Commons (més fotos) | Dades a WD                    |
| ------ | --------------- | --------- | ------------ | ------- | -------------------------------------------------------------------- | --------- | ------------------- | ----------------------------- |
|        | Molí de la Vila | els Torms | molí d'aigua |         | 41° 23′ 41″ N, 0° 43′ 40″ E / 41.3946777472987°N,0.727744858407967°E |           |                     | Modifica les dades a Wikidata |
|        | Molí del Manel  | els Torms | molí d'aigua |         | 41° 23′ 41″ N, 0° 43′ 32″ E / 41.3948417587505°N,0.725562266964441°E |           |                     | Modifica les dades a Wikidata |

## muntanya
| imatge | Nom                      | Ubicat a                               | instància de | Detalls | coordenades                                                         | Protecció | Commons (més fotos) | Dades a WD                    |
| ------ | ------------------------ | -------------------------------------- | ------------ | ------- | ------------------------------------------------------------------- | --------- | ------------------- | ----------------------------- |
|        | Punta de Pinoset         | els Torms                              | muntanya     |         | 41° 23′ 03″ N, 0° 44′ 12″ E / 41.3843°N,0.736611°E 564.9 msnm       |           |                     | Modifica les dades a Wikidata |
|        | Punta de Salagut         | els Torms                              | muntanya     |         | 41° 23′ 11″ N, 0° 43′ 53″ E / 41.3864°N,0.7315°E 561.2 msnm         |           |                     | Modifica les dades a Wikidata |
|        | Punta de la Clota        | els Torms                              | muntanya     |         | 41° 23′ 48″ N, 0° 42′ 41″ E / 41.39653611°N,0.71137778°E 508.3 msnm |           |                     | Modifica les dades a Wikidata |
|        | Punta del Coll de Falenç | el Soleràs l'Albagés Juncosa els Torms | muntanya     |         | 41° 25′ 05″ N, 0° 43′ 25″ E / 41.41801889°N,0.72363056°E 496.9 msnm |           |                     | Modifica les dades a Wikidata |
|        | Punta dels Sabaters      | el Soleràs la Granadella els Torms     | muntanya     |         | 41° 23′ 52″ N, 0° 41′ 33″ E / 41.3979°N,0.692444°E 530.9 msnm       |           |                     | Modifica les dades a Wikidata |

## serra
| imatge | Nom                     | Ubicat a                                    | instància de | Detalls | coordenades                                                         | Protecció | Commons (més fotos) | Dades a WD                    |
| ------ | ----------------------- | ------------------------------------------- | ------------ | ------- | ------------------------------------------------------------------- | --------- | ------------------- | ----------------------------- |
|        | Serrall de les Cometes  | Juncosa els Torms                           | serra        |         | 41° 24′ 27″ N, 0° 44′ 08″ E / 41.40738889°N,0.73569444°E 565.8 msnm |           |                     | Modifica les dades a Wikidata |
|        | Serrall del Rocal       | els Torms                                   | serra        |         | 41° 24′ 09″ N, 0° 42′ 54″ E / 41.40244444°N,0.71491667°E 511 msnm   |           |                     | Modifica les dades a Wikidata |
|        | serra de l'Alzina Alta  | Juncosa els Torms                           | serra        |         | 41° 23′ 11″ N, 0° 43′ 58″ E / 41.38633333°N,0.73275°E 564.9 msnm    |           |                     | Modifica les dades a Wikidata |
|        | serrall de les Aubagues | Bellaguarda la Granadella Juncosa els Torms | serra        |         | 41° 22′ 11″ N, 0° 44′ 04″ E / 41.3696°N,0.734528°E 595.4 msnm       |           |                     | Modifica les dades a Wikidata |

## Misc
| imatge | Nom                          | Ubicat a  | instància de                                   | Detalls                                  | coordenades                                                                      | Protecció                   | Commons (més fotos)           | Dades a WD                    |
| ------ | ---------------------------- | --------- | ---------------------------------------------- | ---------------------------------------- | -------------------------------------------------------------------------------- | --------------------------- | ----------------------------- | ----------------------------- |
|        | Escola Joan Benet i Petit    | els Torms | edifici                                        | Estil: noucentisme                       | 41° 23′ 40″ N, 0° 43′ 17″ E / 41.39455°N,0.72147°E ca:Carrer Prat de la Riba, 18 | bé cultural d'interès local |                               | Modifica les dades a Wikidata |
|        | Sant Joan Baptista           | els Torms | església                                       | Estil: arquitectura barroca 18th century | 41° 23′ 39″ N, 0° 43′ 11″ E / 41.394028°N,0.719774°E ca:Pl. Major 475 msnm       | bé cultural d'interès local | Sant Joan Baptista dels Torms | Modifica les dades a Wikidata |
|        | casa consistorial dels Torms | els Torms | casa consistorial                              |                                          | 41° 23′ 39″ N, 0° 43′ 12″ E / 41.3941854°N,0.7198863°E                           |                             |                               | Modifica les dades a Wikidata |
|        | cova del Moià                | els Torms | cova                                           |                                          | 41° 22′ 55″ N, 0° 42′ 45″ E / 41.3819746746143°N,0.712569541846132°E             |                             |                               | Modifica les dades a Wikidata |
|        | els Torms                    | els Torms | entitat singular de població capital municipal | 138 hab                                  | 41° 23′ 41″ N, 0° 43′ 19″ E / 41.39462927°N,0.72181124°E 462 msnm                |                             |                               | Modifica les dades a Wikidata |